# Abri antiaérien
Pour les articles homonymes, voir Abri.

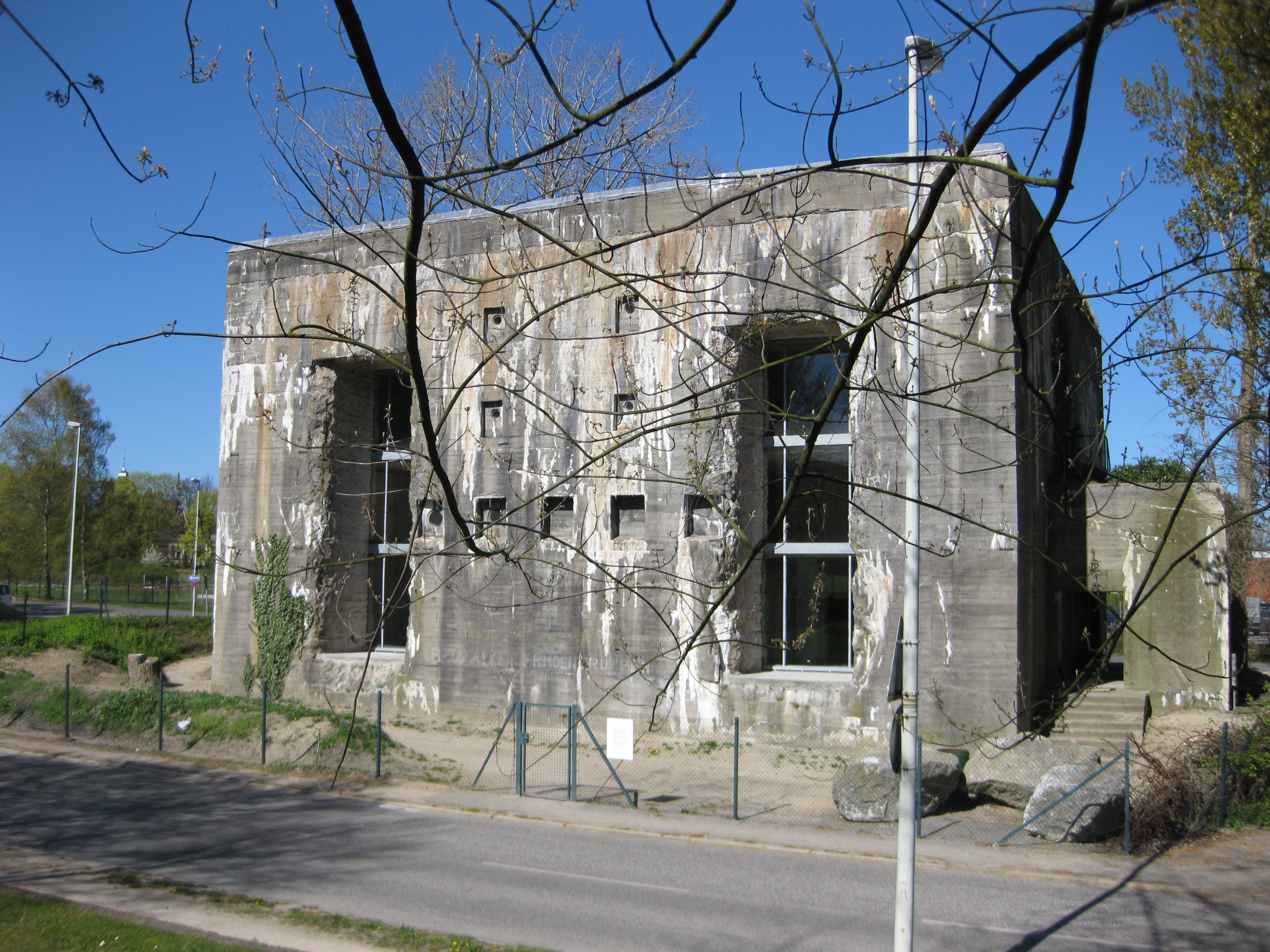
Abri antiaérien à Kiel.

Un abri antiaérien est un abri destiné à servir de refuge en cas de raid aérien ennemi et, donc, de menace de bombardement.

## Histoire

### Entre-deux guerres

#### Allemagne

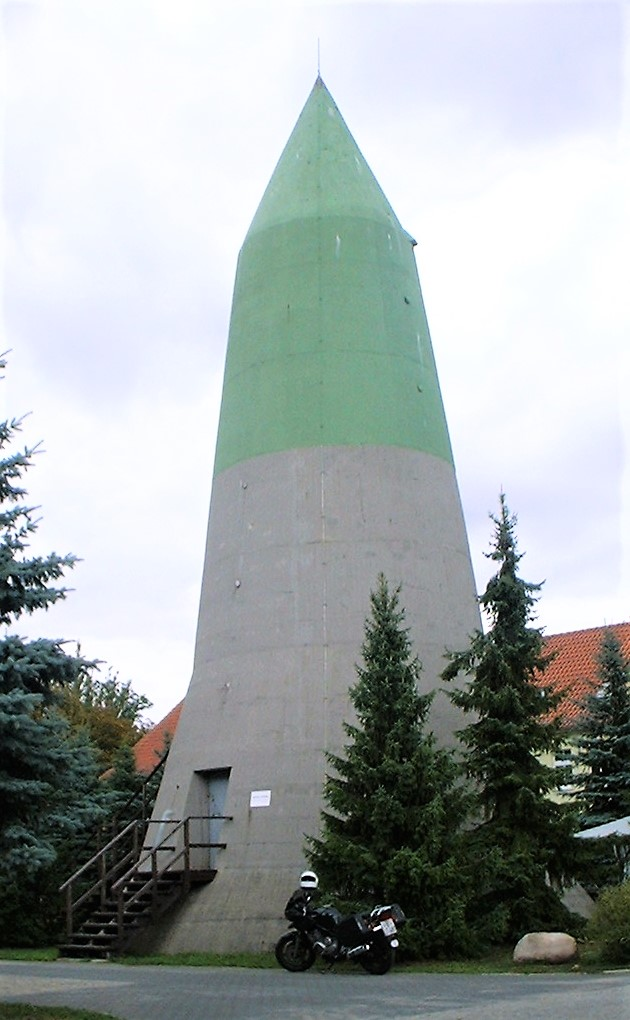
Abri antiaérien de type Winkel à Zossen-Wünsdorf dans le Brandebourg, Allemagne

Au début des années 1930, l'Allemagne n'a pas développé de plan d'évacuation et de politique forte de défense passive. La raison est que les chefs de la Luftwaffe pensaient que la défense antiaérienne des villes allemandes (notamment les canons antiaériens) suffirait à dissuader les forces aériennes ennemies d'attaquer, à supposer qu'elles réussissent à pénétrer l'espace aérien du Reich. Le problème de cette stratégie est que le territoire allemands  manqua toujours d'abris antiaériens publics, ainsi que de fonds pour transformer les locaux alloués à cette tâche en refuges sûrs et fiables.
À la suite des premiers raids de grande envergure sur le pays, Hitler décréta le sofort programm que l'on traduit par "programme immédiat". Il s'agit d'un ensemble de mesures pour la construction d'abris antiaériens dans toutes les grandes et moyennes villes allemandes. Ce programme prévoyait la construction d'imposantes tours en béton équipées de Flak nommées tour de Flak, comme celle présentée en illustration à Hambourg, dans trois très grandes villes, à savoir Berlin, Hambourg et Vienne.
Le territoire allemand était divisé en trois zones suivant la probabilité de voir ces territoires être bombardés:
- Zone I : comprend toutes les grandes villes industrielles allemandes (94 villes);
- Zone II : comprend des objectifs de moindre importance;
- Zone III : comprend des petites villes, des zones rurales et des zones trop éloignés pour que l'aviation ennemie puisse les atteindre[2].

En Allemagne fut créée la Luftchutzbund, une instance nationale charger d'éduquer, d'entraîner et d'encadrer la population pour tout ce qui est relatif à la protection antiaérienne. En 1942-1943, cette organisation comptait 1,5 million de permanents et 22 millions de membres. Ces membres pouvaient suivre des cours consacrés à la lutte antiaérienne, aux premiers secours, à l'autoprotection et à la lutte contre les incendies. On distingue trois types d'entraide : 
- « autoprotection » (Selbschutz) ;
- « autoprotection élargie » (Erweiterter Selbstchutz) ;
- « protection aérienne au travail » (Werkluftschultz).

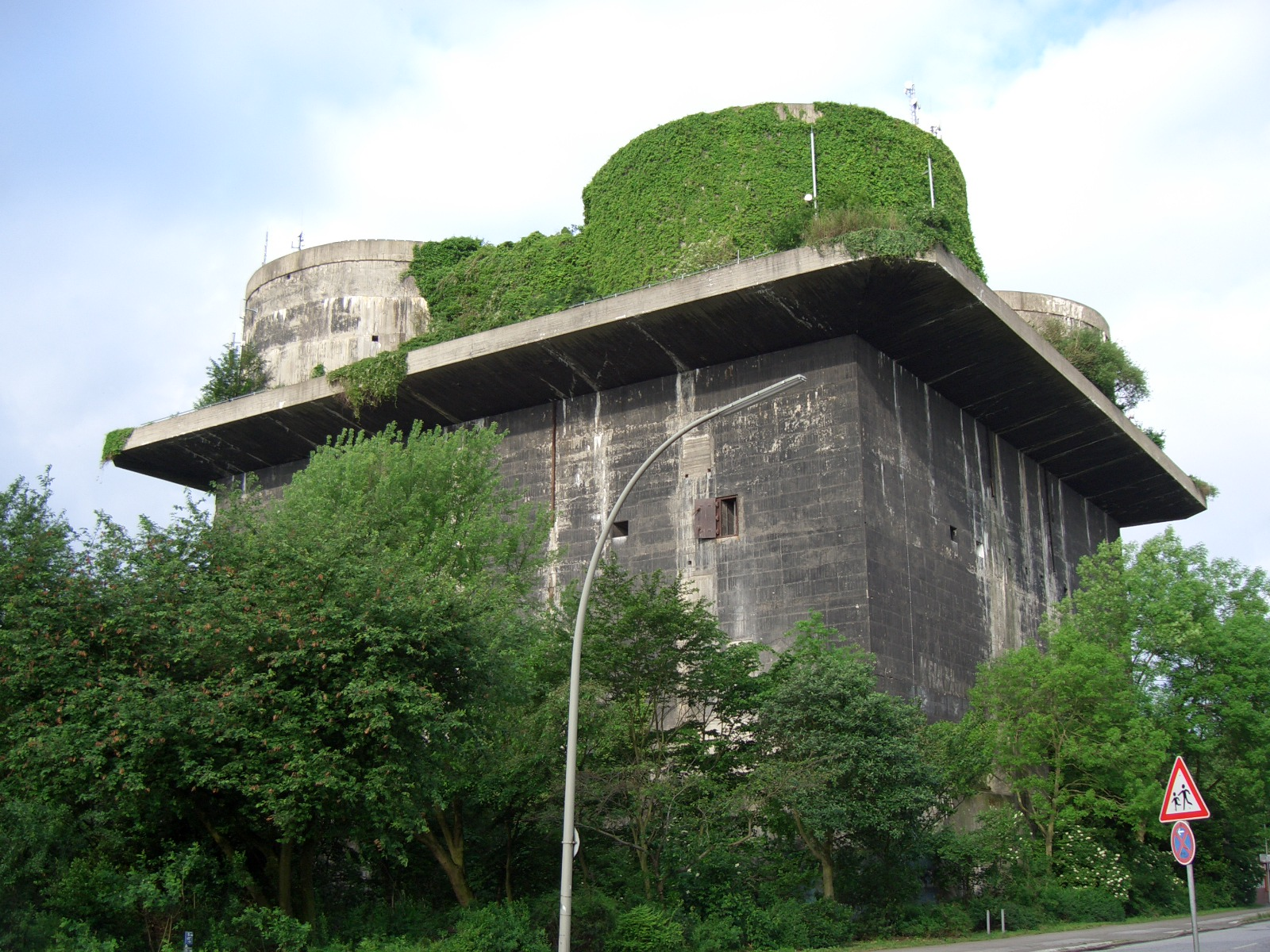
Tour de Flak à Hambourg.

##### Selbschutz
Les habitants de chaque maison ou immeuble étaient tenus de créer leur propre « communauté de défense antiaérienne », d'équiper leur habitation d'une pièce de défense antiaérienne équipée d'issue de secours et d'outils nécessaires en cas d'attaque et de les maintenir en état de fonctionnnement. La pièce devait être étanche au gaz, résister aux explosions, balisée, sans objets susceptibles de gêner le passage, éclairée et pourvue de sièges. Le matériel était composé :
- d'une corde ;
- d'une lance à incendie ;
- des échelles ;
- d'un kit de premiers secours ;
- des seaux de sable ;
- d'une réserve d'eau ;
- d'une hache ;
- d'une pelle ;
- des brassards pour le personnel de service.

La qualité des abris pouvait varier considérablement : si les immeubles de construction récentes présents dans les grandes villes de parties communes vastes, l'habitat ancien était plus varié. Parfois l'abri se limitait à un simple couloir ou un débarras.

##### Erweiterter Selbstchutz
L'« autoprotection élargie » était conçue pour tous les édifices inoccupés le soir et le week-end : commerces, entrepôts, musées, théâtres, bâtiments administratifs.

##### Werkluftschultz
Chaque fabrique ou usine devait disposer de sa propre unité de défense antiaérienne, de son propre abri et de son propre système de guet.

##### Les gardes antiaériens (Luftschtzwart)
Pour coordonner la lutte antiaérienne, il existait des postes de gardes antiaériens (Luftschtzwart). Il s'agissait la plupart du temps de volontaires chargé de coordonner la lutte antiaérienne pour un groupe d'immeuble ou une rue entière. Leur but est de s'assurer que les abris sont bien aménagés, l'équipement entretenu et à portée de main, que le black-out est respecté. Ils ne peuvent pas procéder à des arrestations, mais pouvaient réquisitionner l'aide du voisinage.
Le fait de faire appel à des citoyens pour assurer la lutte antiaérienne est double. Cela permet de soulager les autorités d'une partie des tâches relatives à la défense aérienne et d'assurer un haut niveau d'engagement au niveau de la population.
À la différence des autres états européens, les citoyens allemands avaient l'obligation légale de chercher un abri lors d'attaques.

##### Financement
Seuls les habitants de la Zone I pouvaient recevoir de l'argent de l'État pour préparer la défense passive. Il fallut attendre 1941 pour que des fonds puissent être débloqués pour que les Zones II et III puissent développer leur défense.

### Espagne
Pendant la guerre civile espagnole (1936-1939) de nombreux abris antiaériens ont été construits. Pendant la guerre, Carthagène, une importante base navale, était l’une des principales cibles des bombardiers franquistes. Carthagène a subi entre 40 et 117 bombardements (les sources sont mitigées sur le nombre d’attaques). La plus dramatique a été celle menée par la Légion Condor allemande le 25 novembre 1936. Le plus grand abri antiaérien de Carthagène, qui pouvait accueillir jusqu’à 5 500 personnes, est devenu un musée.
Plusieurs de ces abris antiaériens peuvent être visités,,.

### France
À partir de la fin des années 1930, certaines installations ferroviaires furent dotées d'abris afin d'anticiper le conflit à venir,. En France, certains abris portent le logo de la SNCF.

### Grèce
Sous le régime du 4-Août, le gouvernement grec met en place un plan de protection des populations avec la construction d'abris antiaériens.
Selon une loi en vigueur en 1936 jusqu’en 1956, chaque immeuble d’habitation nouvellement construit devait disposer de son propre abri. En outre, la construction d’abris dans tous les lieux publics et les lieux d’importance particulière du pays était obligatoire. Selon les mémoires du maréchal Papagos, entre 1936 et 1940, 400 abris publics ont été construits en Attique, capables d’accueillir un total de 30 à 40 000 personnes, et environ 12 000 privés. Selon leur taille, ils pouvaient accueillir de 30 à 40 personnes (principalement celles des immeubles d’habitation) jusqu’à 1 300 personnes.
D'après le maréchal Papagos, il y aurait 400 abris publics construits par l’État. À ceux-ci, il faut ajouter plusieurs milliers – peut-être 10 000 – abris privés. Certains sont visitables. Leurs formes et leurs capacités varient. D'autres sont abandonnés.

### Italie
L'édit du 24 septembre 1936 imposait l’obligation de fournir un abri antiaérien dans chaque nouvelle construction, ou en construction, à usage résidentiel.

### Seconde guerre mondiale

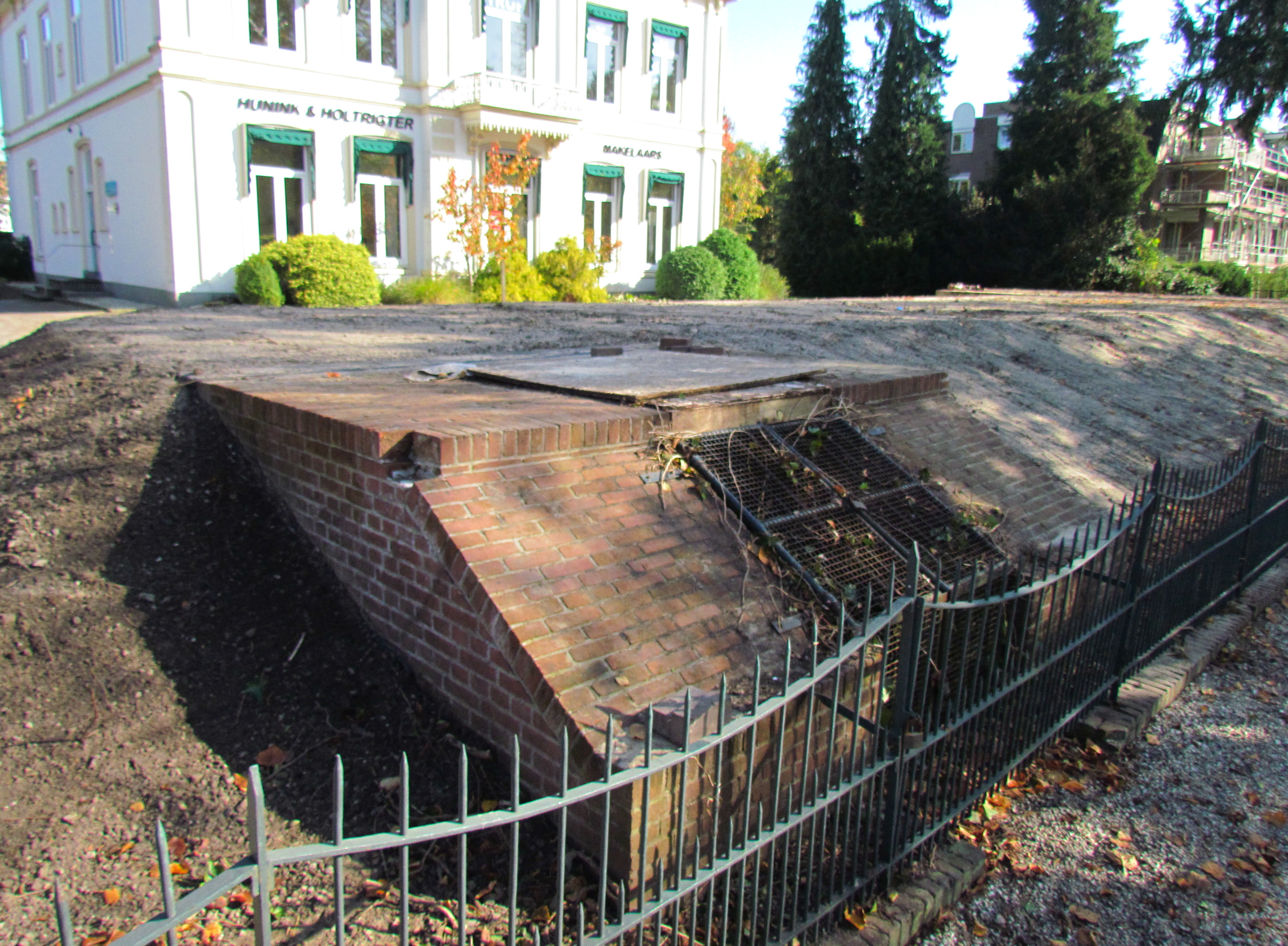
Abri antiaérien à Aperdoorn construit sous l'occupation allemande.

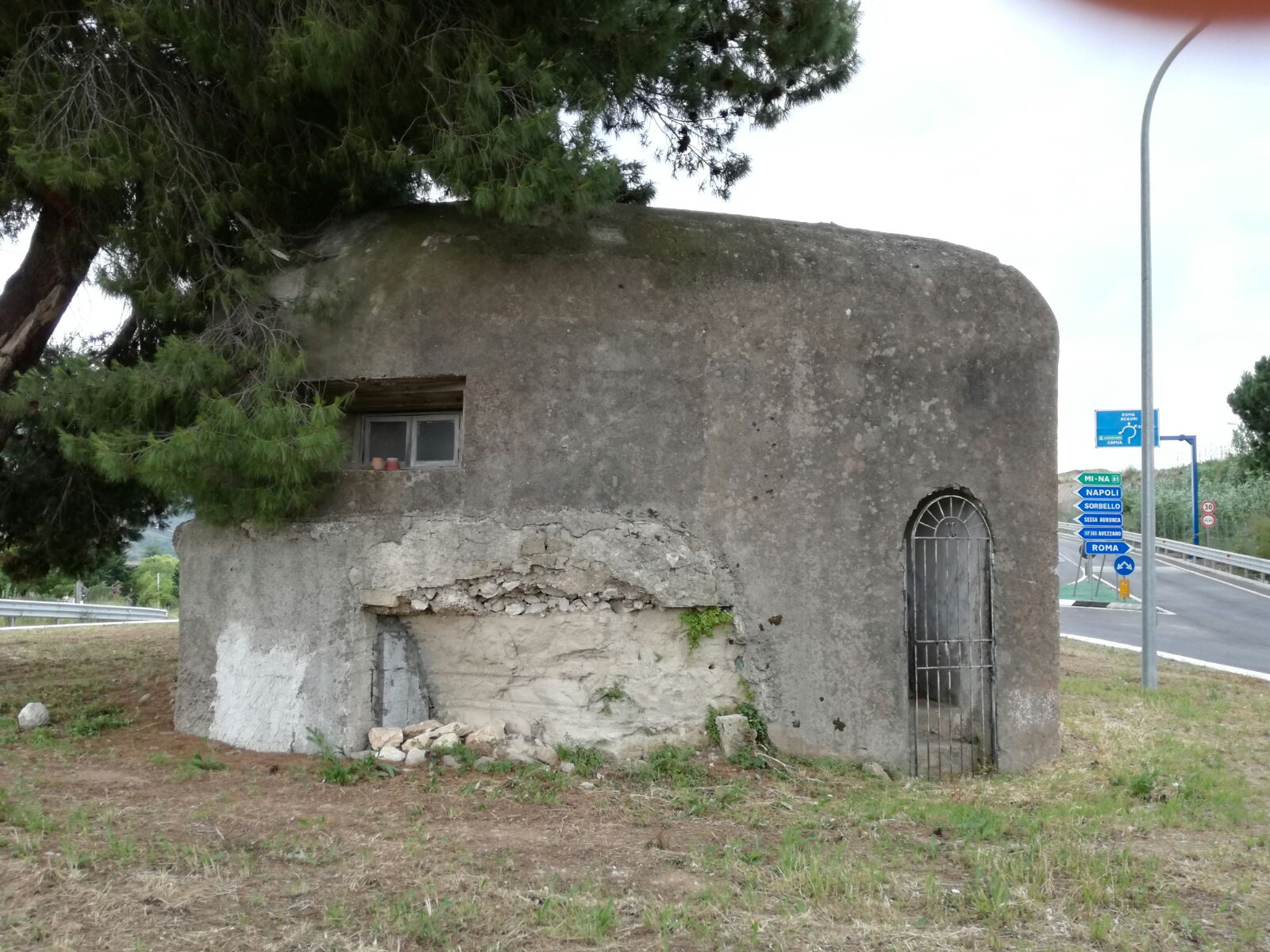
Abri antiaérien à Sessa Aurunca.

Les abris antiaériens ont pris beaucoup d'importance lors de la Seconde Guerre mondiale en raison du bombardement stratégique de civils. Outre les abris spécifiquement conçus comme tels, les métros souterrains furent largement utilisés comme tels (Paris, Londres, Moscou, Madrid, etc).

#### Belgique

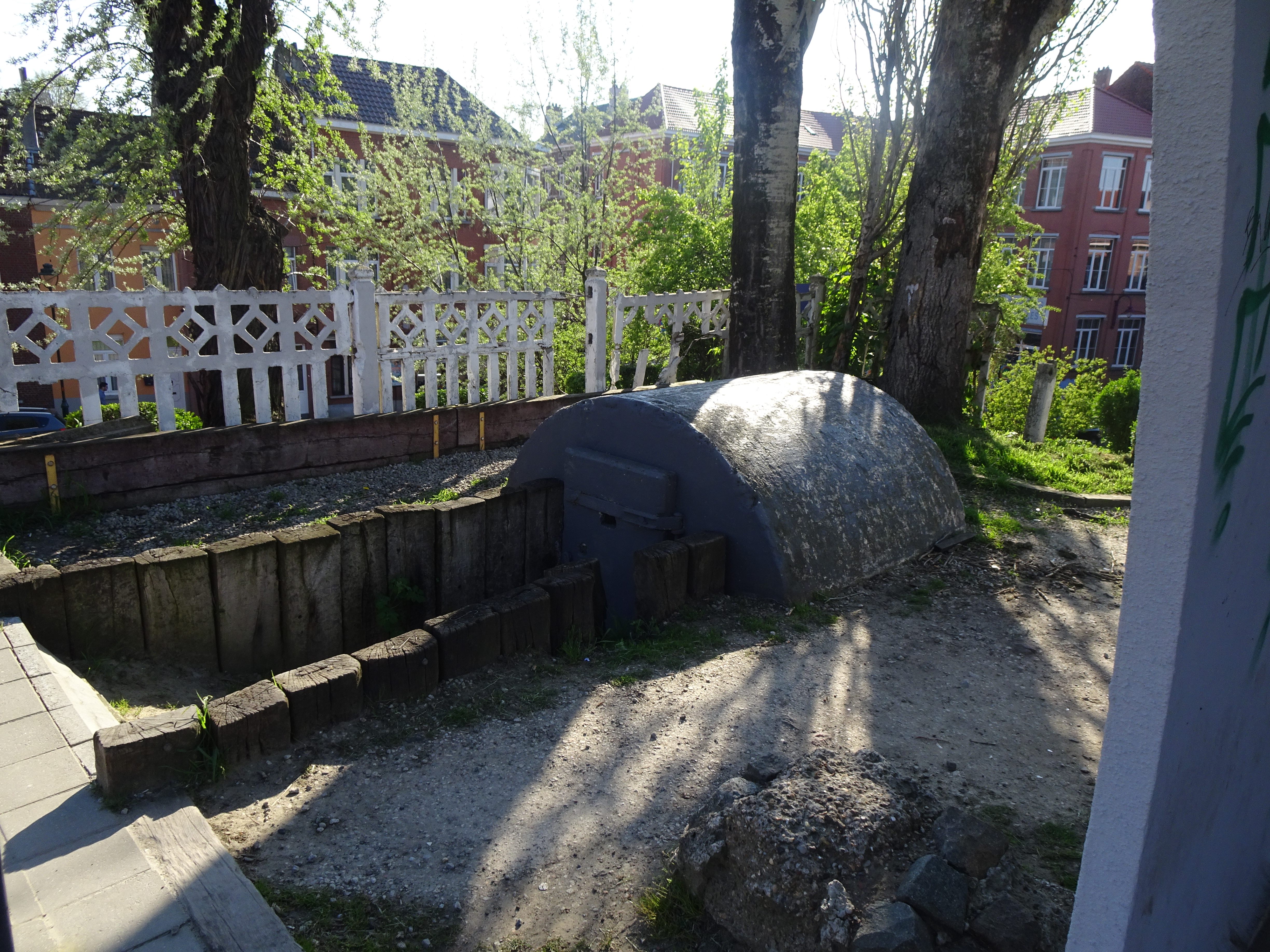
Petit abri antiaérien d'une gare bruxelloise.

Lors de l'occupation, les Allemands[réf. nécessaire] firent construire de nombreux abris en béton près des gares, ponts, et gares de triage, susceptibles d'être pris pour cible par des bombardements. Ces petits abris, souvent à demi-enterrés, étaient destinés aux occupants des gares, personnel de chemin de fer ou conducteurs de train en cas de raids aériens ; certains d'une ou deux places, étaient également destinés aux sentinelles. Ceux des gares de triage étaient plus vastes et étaient parfois conjugués à des tunnels permettant d'évacuer les bâtiments exposés ; il existait aussi des emplacements de flak. Certains de ces abris ont survécu, souvent abandonnés ; en outre, il reste également un grand abri-hôpital, construit en 1938 près de la gare de Schaerbeek.
Lors de travaux menés dans la ville de Knokke-Heist, un abri antiaérien de la Seconde Guerre mondiale a été mis au jour.

#### France
La ville de Lyon possède encore quelques abris datant de la Seconde Guerre mondiale. La plupart ont été comblés, sauf dans certains quartiers, où aucune construction n'est envisageable.
Pendant l'Occupation, les forces allemandes ont construit des abris dans des villes telles que Metz ou Strasbourg,, villes rattachées à l'Allemagne à l'époque. Certains abris sont aménagés dans des bâtiments plus anciens.
D'anciens abris antiaériens peuvent être visités. C'est le cas à Valenciennes, mais aussi Villenoy, Brest et Saint-Étienne.

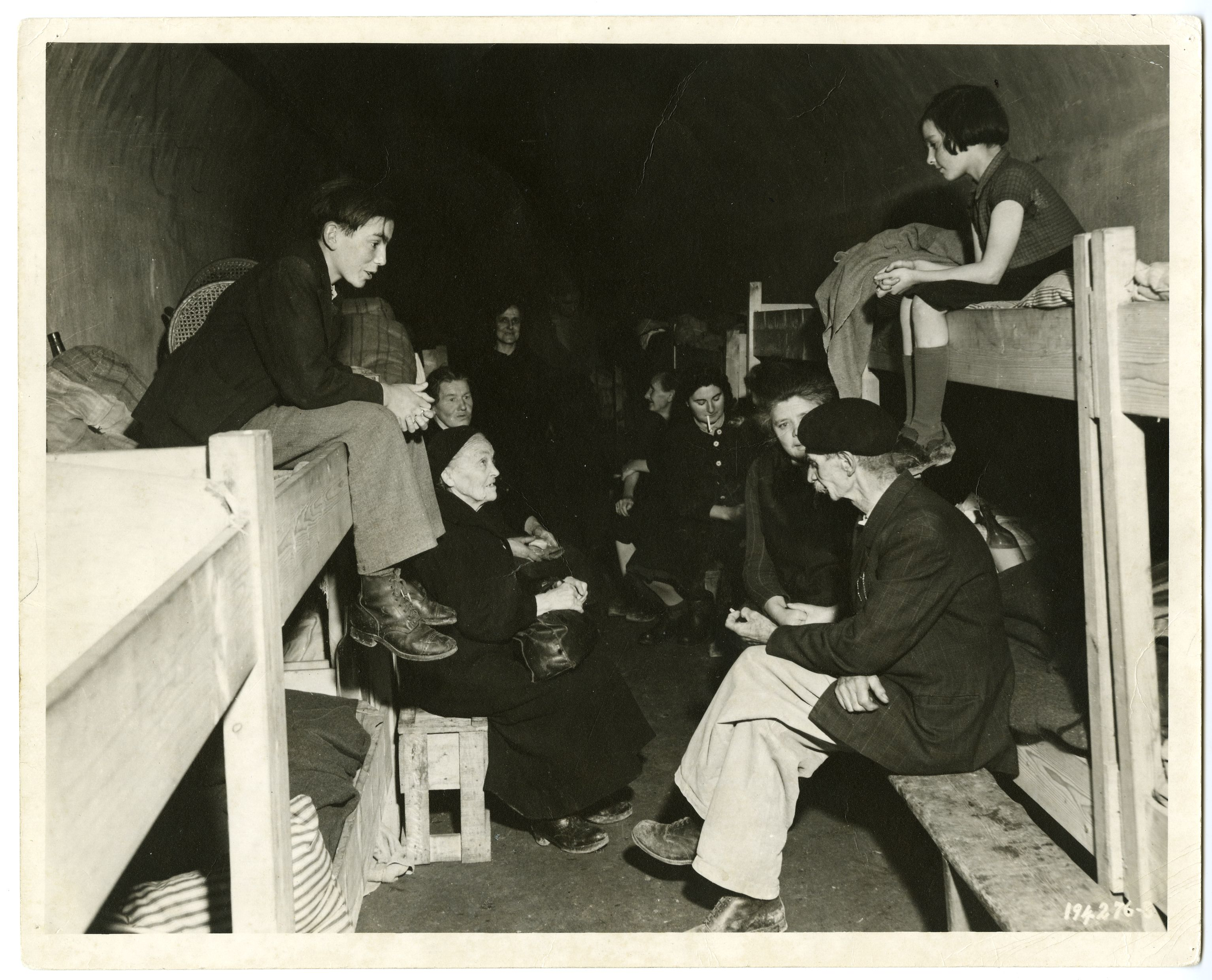
Vue des réfugiés brestois à l'intérieur de l'abri Ponchelet le 17 septembre 1944 septembre 1944.

D'autres abris peuvent être visités notamment pendant les journées du patrimoine. C'est le cas de Béziers,,, de Chambéry, ou Saint-Étienne,.
Certains de ces abris ont été réutilisé par exemple en champignonnière. C'est le cas près d'Annecy.
Des associations militent pour faire conserver ce patrimoine et permettre une exploitation touristique,.
Certains de ces abris sont oubliés et sont redécouvert à la suite de fouilles.
Certains de ces abris sont inscrits aux monuments historiques.

#### Japon

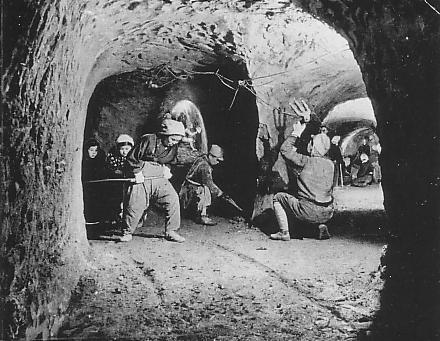
Construction d'un abri antiaérien au Japon pendant la Seconde Guerre mondiale.

Selon une enquête du ministère du Territoire, des Infrastructures, des Transports et du Tourisme, 9 850 bunkers souterrains ont été construits pour la défense aérienne dans les zones urbaines du pays pendant la guerre. La plupart d'entre eux ont été détruits.

#### Malte
Des abris antiaériens furent construits pendant la Seconde Guerre mondiale. Certains peuvent être visités.

#### Royaume-Uni
Au Royaume-Uni, les abris furent particulièrement utiles pendant le Blitz, campagne de bombardement menée par la Luftwaffe contre les centres industriels et urbains du royaume, du 7 septembre 1940 au 21 mai 1941.
Il existe des abris publics comme privés.
Le métro de Londres, qui possède l'atout appréciable d'être profondément construit, voit de nombreuses stations utilisées comme refuge antiaérien.

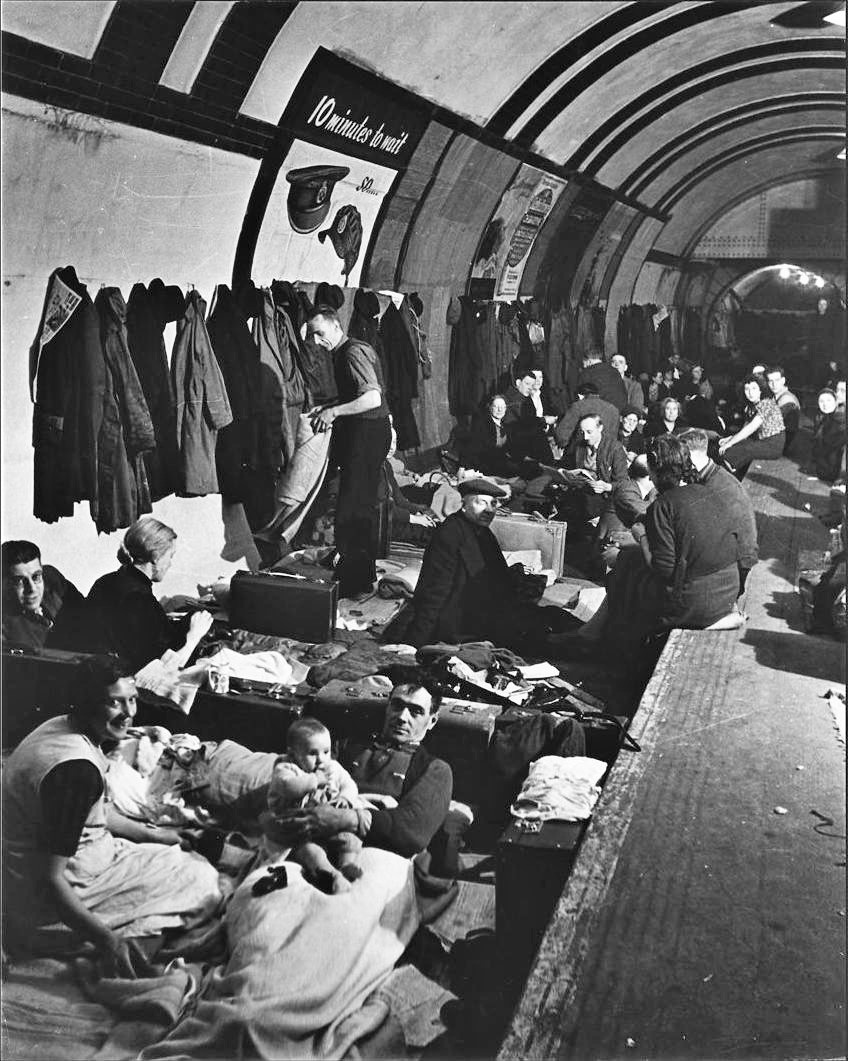
Une des stations du métro de Londres utilisée comme abri pendant le Blitz.
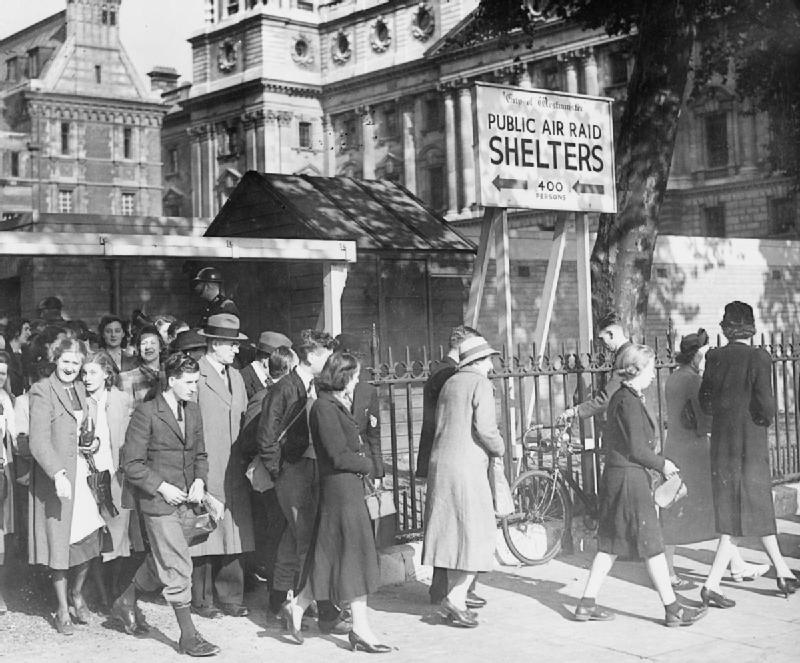
Des travailleurs du matin quittent des abris antiaériens publics dans la Cité de Westminster à Londres après le signal de fin d'alerte. Une pancarte indique la capacité de ces abris : quatre cents personnes.
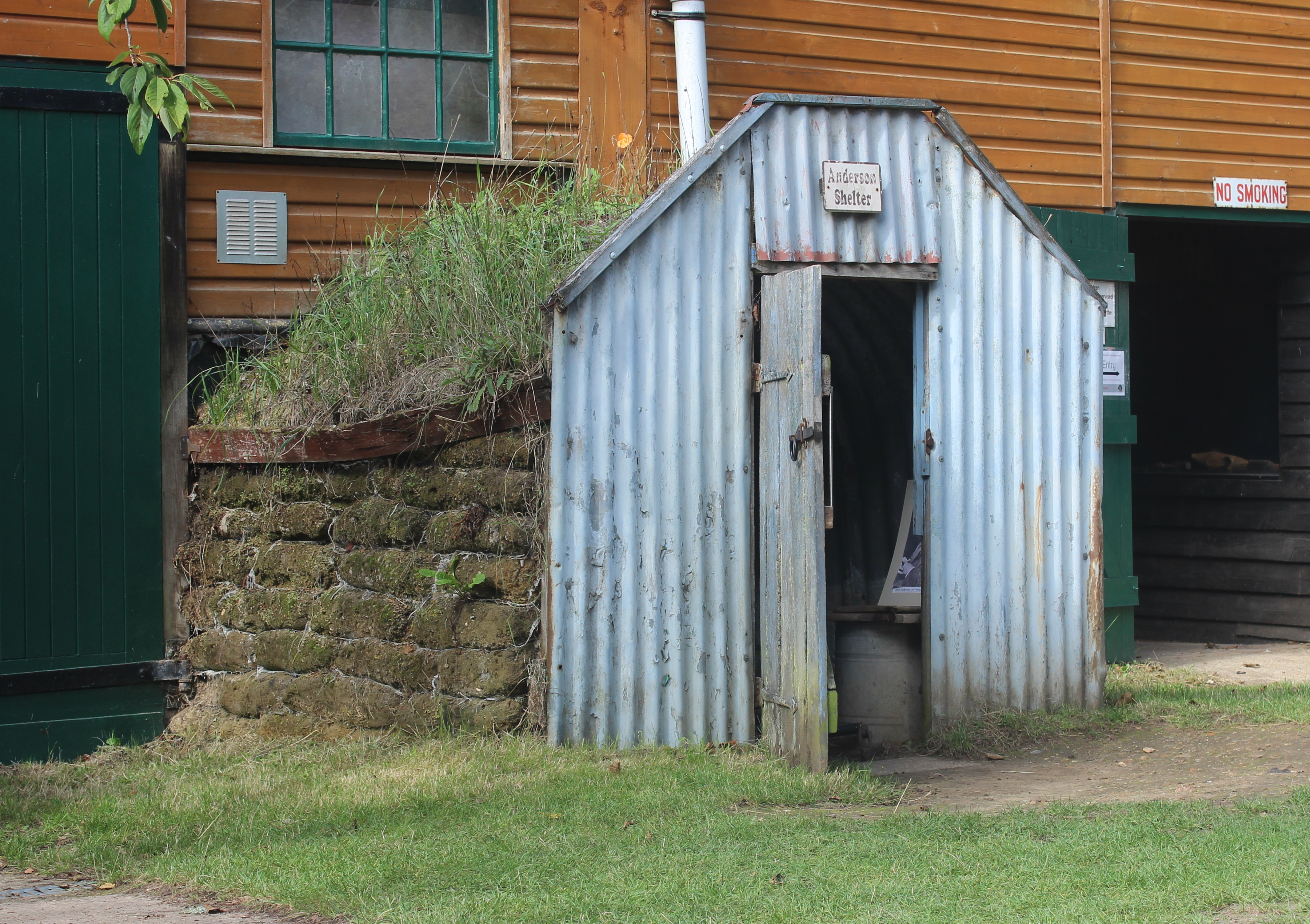
Abri antiaérien Anderson pouvant accueillir six personnes (un ménage). 3,5 millions de ces abris ont été fabriqués.

##### Abri Morrison
L’abri Morrison, officiellement appelé Table (Morrison) Indoor Shelter, était une construction en forme de cage conçue par John Baker et nommé d’après Herbert Morrison, le ministre de la Sécurité intérieure à l’époque.
En raison de l'absence de cave dans de nombreux logements, il était devenu nécessaire de développer un type efficace d’abri intérieur.
Le refuge était fourni gratuitement aux ménages dont le revenu combiné était inférieur à 400 £ par an (équivalent à 26 000 £ en 2021).

Le fonctionnement de l'abri fut présenté par le professeur John Baker (plus tard Lord Baker), chef du département d’ingénierie de l’université de Cambridge, dont le résumé est présenté ici : 
Il n’était pas pratique de produire une conception pour la production de masse qui pourrait résister à un impact direct, et il s’agissait donc de choisir une cible de conception appropriée qui sauverait des vies dans de nombreux cas de dommages causés aux maisons bombardées par l’explosion. L’examen des bâtiments bombardés a révélé que dans de nombreux cas, un mur d’extrémité d’une maison a été aspiré ou soufflé par une explosion à proximité, et le sol du premier étage a pivoté autour de son autre extrémité (soutenu par un mur en grande partie intact) et a tué les habitants. L’abri Morrison a donc été conçu pour pouvoir résister à la chute de l’étage supérieur d’une maison typique de deux étages subissant un effondrement partiel. L’abri a été conçu pour absorber cette énergie par déformation plastique, car cela peut absorber deux ou trois ordres de grandeur de plus d’énergie que la déformation élastique. Sa conception permettait à la famille de dormir sous l’abri la nuit ou pendant les raids, et de l’utiliser comme table à manger le jour, ce qui en faisait un élément pratique dans la maison.
Lors d’un examen de 44 maisons gravement endommagées, il a été constaté que trois personnes avaient été tuées, 13 grièvement blessées et 16 légèrement blessées sur un total de 136 personnes qui avaient occupé des abris Morrison ; ainsi, 120 des 136 personnes se sont échappées de maisons gravement endommagées par les bombes sans être grièvement blessées. En outre, il a été découvert que les décès s’étaient produits dans une maison qui avait été directement touchée, et que certains des blessés graves se trouvaient dans des abris mal installés à l’intérieur des maisons.
Sa production, cependant, dépendait de la quantité d'acier disponible, et les premiers ne furent prêts qu'en mars 1941. En août 1941, 298 000 abris Morrison avaient été livrés.

##### Abris Anderson
L’abri Anderson a été conçu en 1938 par William Paterson et Oscar Carl (Karl) Kerrison en réponse à une demande du Home Office. Il a été nommé d’après Sir John Anderson, alors Lord du sceau privé avec la responsabilité spéciale de préparer les précautions contre les raids aériens immédiatement avant le déclenchement de la Seconde Guerre mondiale, et c’est lui qui a ensuite lancé le développement de l’abri.
Composé de quatorze feuilles de tôle ondulée, l’abri formait une coquille de 1,8 m de haut, 1,4 m de large et 2 m de long. Il était enterré à une profondeur de 1,2 m, puis recouvert de 0,4 m de terre.

##### Abris profonds
Les abris profonds de Londres sont huit abris antiaériens construits sous les stations de métro de Londres pendant la Seconde Guerre mondiale.[réf. nécessaire]

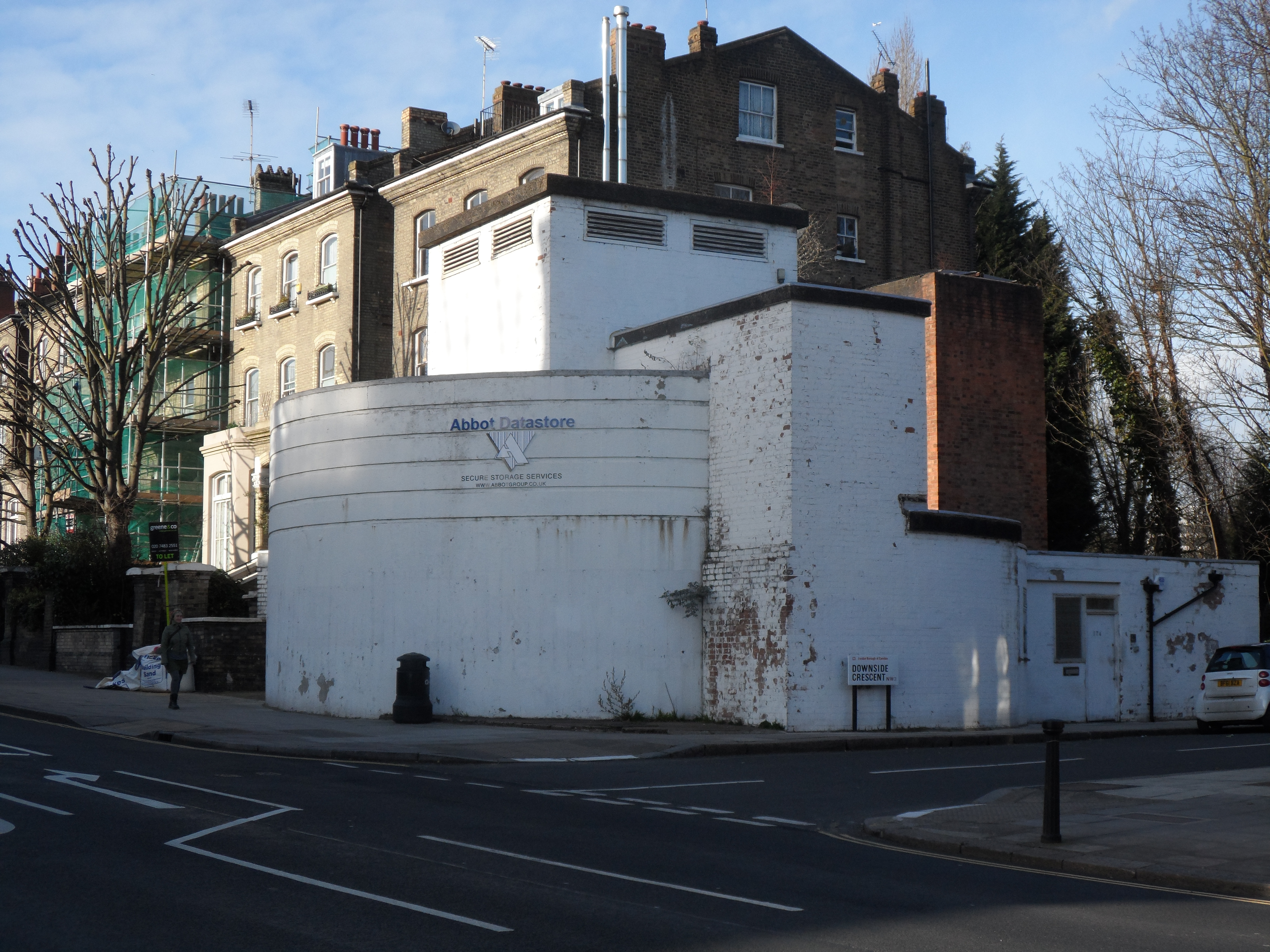
entrée de l'abri profond de Belsize Park.

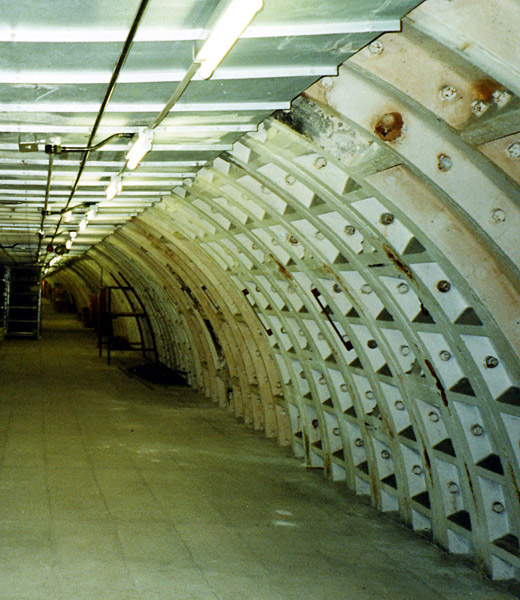
Niveau supérieur de l'abri profond de Belsize Park.

Chaque abri a été conçu pour accueillir jusqu’à 8 000 personnes.
Tous les refuges, à l’exception de Chancery Lane, ont été vendus par le gouvernement à Transport for London en 1998. Le refuge de Clapham Common a été loué en 2014 par la société Zero Carbon Food, qui utilise l’abri comme ferme urbaine.

### Guerre froide

#### Israël
En 1951, l’État d’Israël a exigé que tous les bâtiments aient accès à des abris antiaériens et tous les nouveaux appartements ont accès à une pièce de panique,.

### Post Guerre froide

#### Allemagne
En 2024, plusieurs villes d'Allemagnes demandent la réhabilitation des bunkers de la Seconde Guerre mondiale et de la Guerre Froide, pour protéger leur population d'une éventuelle attaque dans le cadre de la Guerre en Ukraine.
Un ancien abri antiaérien de la Seconde Guerre mondiale, situé en plein centre-ville d'Hambourg a été transformé en complexe touristique.

#### Chine
Depuis les années 2020, une partie des abris — pour certains datant depuis la Seconde Guerre mondiale — sont utilisés pour lutter contre la canicule,.

#### Corée du Sud
En mai 2017, elle dispose de 17 501 abris dont 3 321 installations d'évacuation de la sécurité civile tels stations de métro et abris dans les immeubles de bureaux et bâtiments officiels ayant une superficie totale de 23,69 km2 pour la seule ville de Séoul.

#### Finlande
Début 2020, la Finlande comptait 54 000 abris de protection civile pouvant accueillir au total 4,4 millions de personnes. La majorité des abris (environ 85 %) sont des abris privés en béton armé dans des bâtiments individuels. Les propriétés composées de plusieurs bâtiments ont des bunkers communs.
Les propriétaires sont tenus de s'assurer du bon fonctionnement de l'abri et de la présence du matériel nécessaire à un séjour dans l'abri.

#### Grèce
En 2022, la Grèce compte environ 200 abris.
Les abris sont divisés en trois catégories. Les abris publics ou municipaux sont construits par l’État ou les municipalités afin de protéger la population en général ou les travailleurs des services publics. Les abris privés appartenant à des entreprises ou à des particuliers. À la troisième catégorie d’abris appartiennent les tranchées, qui sont construites en peu de temps avec peu de dépenses d’argent, principalement dans des espaces ouverts.

#### Israël
Les abris antiaériens sont disponibles à l'intérieur des appartements. En 2024, les abris antiaériens sont utilisés par les habitants de Jérusalem pour se protéger des attaques de l'Iran,.

#### Japon
La préfecture d’Osaka, la ville d’Osaka et la ville de Sakai ont annoncé le 7 mai 2023 qu’elles avaient désigné 108 stations de métro sur 133 stations de métro d’Osaka comme abris.

#### Lettonie
Après le début de la guerre en Ukraine, Vilnis Kirsis, le maire de Riga veut construire des abris antiaériens sous chaque immeuble de la ville,,,.

#### Pologne
Après la chute du communisme, de nombreux abris antiaériens ont été reconvertis.
L’état-major des pompiers a créé l’application Schrony (« refuge ») : une carte de la Pologne sur laquelle apparaissent les abris antiaériens.

#### Roumanie
Pour se protéger des incidents impliquant des drones russes pendant la guerre en Ukraine, la Roumanie construit des abris antiaériens à la frontière avec l'Ukraine,,.

#### Russie
Après plusieurs attaques de drones sur Moscou depuis l'invasion de l'Ukraine, Vladimir Poutine a signé un accord pour construire un abri antiaérien dans un hôpital de Moscou. Selon le Moscow Times, l’abri, destiné aux patients et au personnel VIP, sera construit à l’hôpital clinique central de Moscou, qui est déjà un établissement sécurisé.

#### Singapour
Depuis 1998, Singapour exige que toutes les nouvelles maisons et tous les appartements soient équipés d’un abri selon certaines spécifications. La Force de défense civile de Singapour rationalise la construction de tels abris dans des immeubles de grande hauteur en notant que les effets des armes ont tendance à être localisés et qu’il est peu probable qu’ils provoquent l’effondrement d’un bâtiment entier.

#### Taïwan
En 2024, Taïwan compte plus de 10 000 abris. Les premiers abris antiaériens ont été construits pendant la période coloniale japonaise, le but principal aujourd'hui est de prévenir une attaque de l'Armée populaire de libération.

#### Ukraine

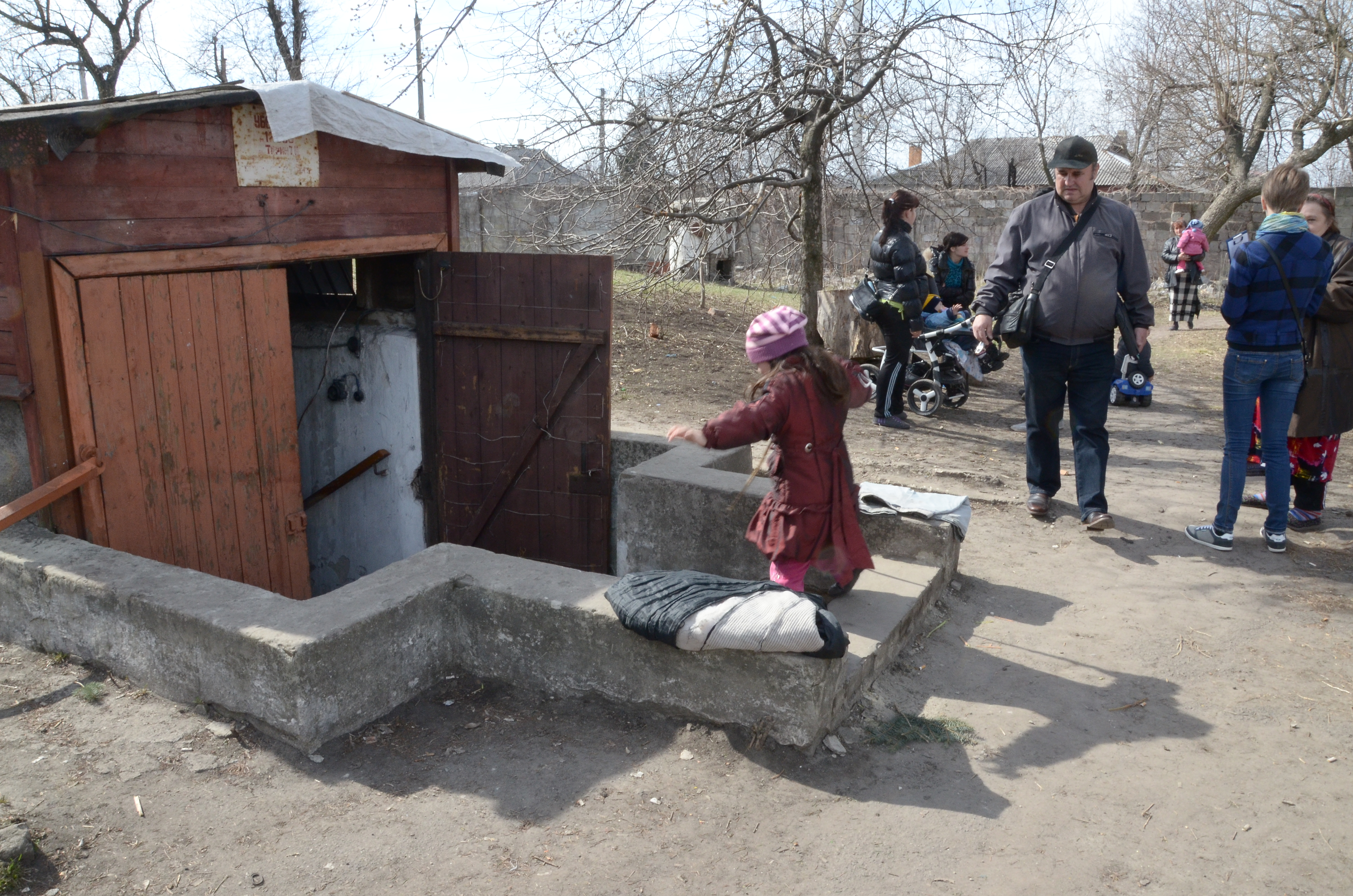
Entrée d'un abri antiaérien à Donesk.

Lors de l'invasion de l'Ukraine par la Russie, les habitants de Kyïv utilisent les stations de métro souterraines de la ville comme abris,. Comme d’autres anciens systèmes de métro soviétiques, le métro de Kyïv a été conçu dans ce but, et 47 des 52 stations de la ville ont été désignées à cet effet.
Le Président Volodymyr Zelensky a souligné l'importance vitale de maintenir ouverts les abris antiaériens 24h sur 24.
2 156 abris présents dans la ville ont été inspectés, dont 137 (6 %) ont été fermés et 804 (37 %) inutilisables. D'autres sources indiquent 252 fermés et 893 inutilisables. Plusieurs habitants se sont plaint de n'avoir pas pu entrer dans les abris,.
Le bureau du procureur régional de Kyïv a également signalé le samedi 3 juin 2023 que quatre personnes ont été arrêtées dans le cadre d’une enquête pénale à la suite du décès d'une femme de 33 ans jeudi devant un refuge fermé. L’accusation a déclaré qu’un agent de sécurité qui n’avait pas réussi à déverrouiller les portes restait en garde à vue, tandis que trois autres personnes, dont un responsable local, étaient assignées à résidence. Selon le parquet, les suspects risquent huit ans de prison pour un acte de négligence qui a entraîné la mort d’une personne.
D'autres villes, comme Kherson, Mykolaïv ou Kharkiv tentent de développer des abris antiaériens,,.
Les écoles ne disposant d'abris antiaériens ne sont pas autorisées à recevoir des élèves.
Des abris sont utilisés par certaines unités comme retranchements comme exemple lors de la bataille de Marioupol.